# (15385) Dallolmo
(15385) Dallolmo est un astéroïde de la ceinture principale.

## Description
(15385) Dallolmo est un astéroïde de la ceinture principale. Il fut découvert le 25 septembre 1997 à Bologne par l'observatoire San Vittore. Il présente une orbite caractérisée par un demi-grand axe de 2,96 UA, une excentricité de 0,08 et une inclinaison de 11,7° par rapport à l'écliptique.

## Compléments